# 上原千明
上原 千明（うえはら ちあき、1992年12月7日 - ）は、日本のAV男優。女性向けAV作品に多数出演。オムドプロダクション所属。元モデル。
瞼の形は二重。一部のファンには、アダルトビデオに時折り映し出されるモノ（男性器）に定評があり、通称「サオ師」と呼ばれている。
定期で、オフ会やサイン会などのファンイベントを開催。趣味は、筋肉トレーニング。愛称は、「御曹司」「ちあき」。

## 経歴
京都府出身。
2017年1月19日、AV男優としてデビュー。デビュー作品名「Sweet couture」、監督：KINO、共演者：波多野結衣。
劇団Rexyにも所属。主な出演舞台「風呂ダンサーズ」。

## DVD

### SILK LABO
- 1/7ナナブンノイチ “運命の男”を探す、濃厚すぎる一週間 (SILK 2017年8月10日)
- ミッドナイト×スクランブル-大学生活最後のゼミ合宿- (Undress 2017年12月7日)
- After work プライベートオフィス｢closed room｣ (Undress 2018年1月11日)
- 凸凹Night School アンタなんかお断り! (SILK 2018年8月9日)
- タイムリミット｢at intervals｣ (Undress 2018年9月6日)
- Midnight Egoists (Undress 2018年12月6日)
- starting over 最後のキスをあなたに (SILK 2019年1月10日)
- 男と女の一部始終。 (Undress 2019年2月7日)
- 素直になれない恋人たち 3rd season｢Sweet couture｣ (SILK 2019年3月7日)
- さくらんぼ事変～実は××なんです!～（SILK 2019年7月11日発売）

### GIRL'S CH
- 頼れる男～上原千明～ (2017年8月10日)
- スターな男～夏目哉大～ (2017年8月10日)
- 自撮りエッチ～4人の男が欲望のおもむくままプライベート濃密SEX～第一集 (2017年8月10日)
- salon NATSUNO～first love～ (2017年9月7日)
- LOVE AND THE LIFE CASE.5 (2017年11月2日)
- C-3探偵事務所～あらゆる調査を、愛をこめて、最後まで～　ディレクターズカット版 ｢FILE.4｣(2019年5月9日)

## 名言
『こんにゃくゼリー見ただけでイケる』

## 出演

### 番組
- 「EROMEN LABO」（2018年10月15日 21:00～、その他出演者：北野翔太、東惣介、夏目哉大）
- 装弩戦隊ゴウケンゴー（2025年7月11日 - 8月1日、ギガ特撮チャンネル） - 蒼太/ブルーケンゴウ 役[1]

### 舞台
- 「風呂ダンサーズ」2017年12月14日 - 12月17日、コフレリオ新宿シアター、演出・脚本：鄭光誠